# 札嘎其市场
札嘎其市场（韓語：자갈치시장）是一个位于韓國釜山廣域市西區南浦港旁边的漁市场，地處忠武洞和中區南浦洞。这个地方的地名来源是由于以前该处布满砾石，故此得名。这里是釜山十大风景名胜之一，所以有很多游客前来参观和购物。

## 图片集

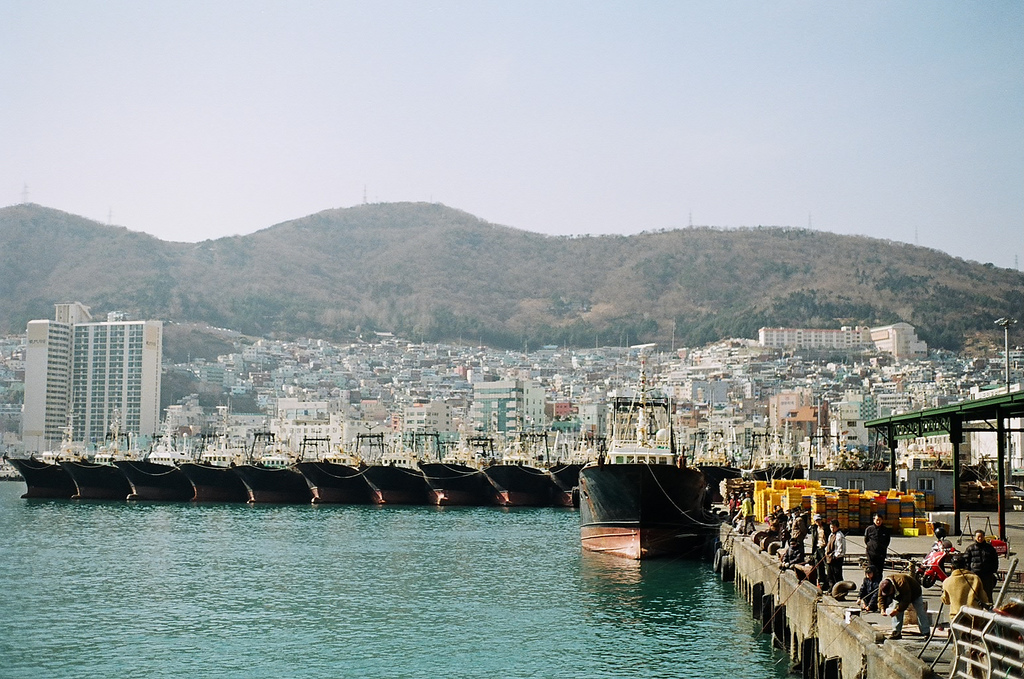
南浦港
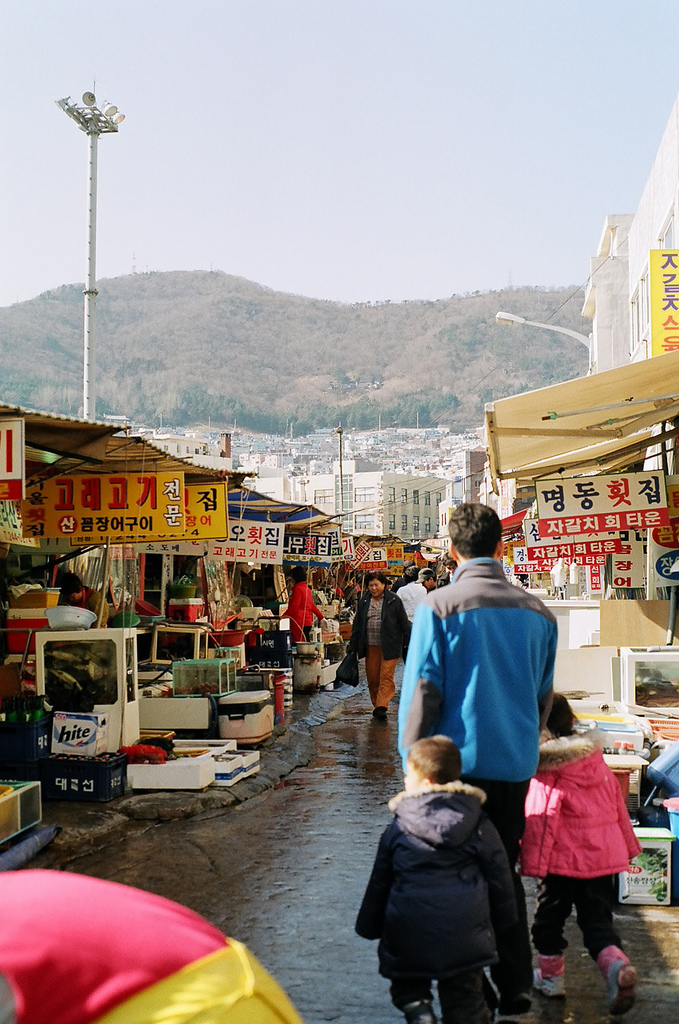
市场里面的脍鱼餐厅
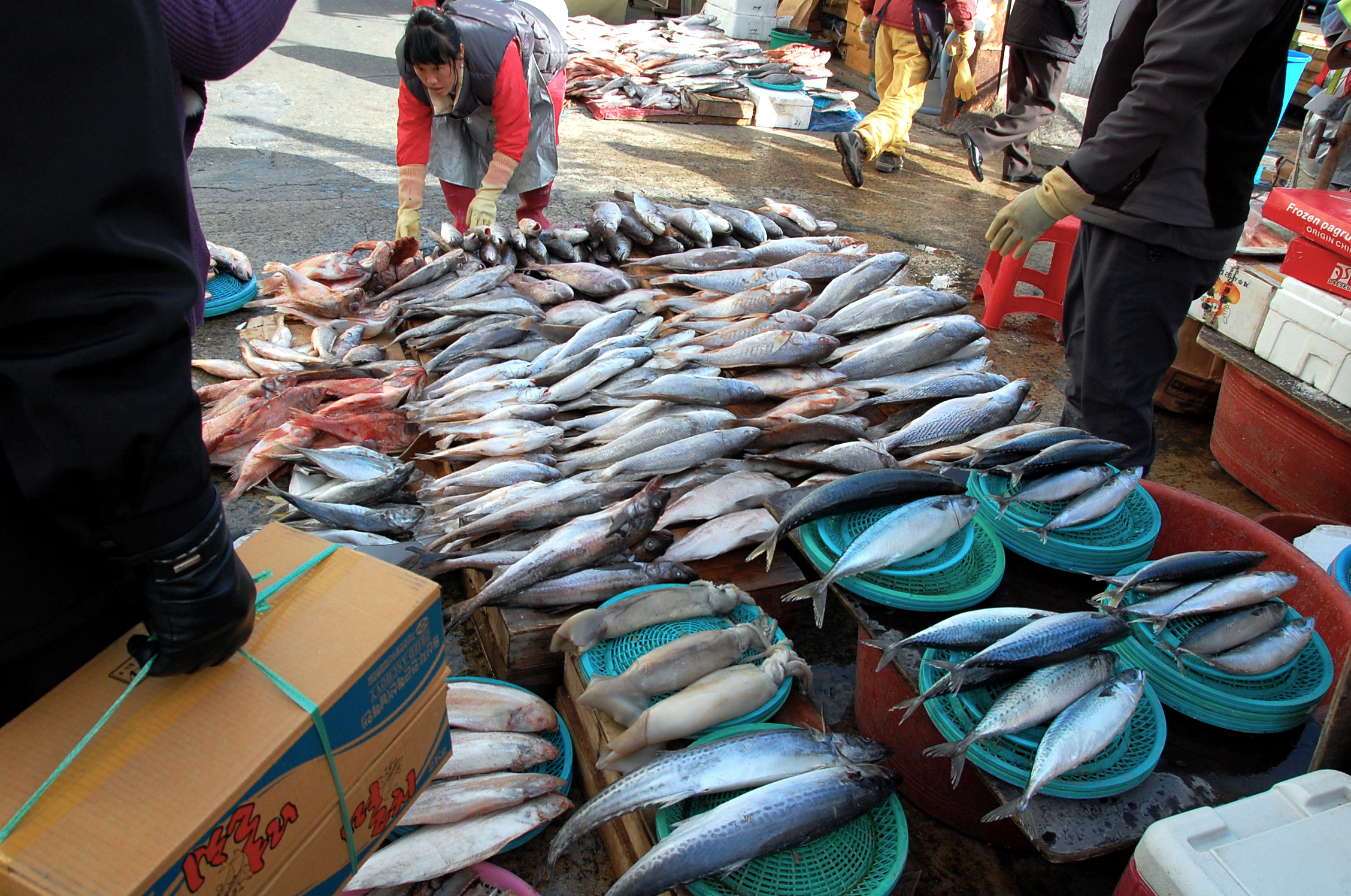
札嘎其鱼市场
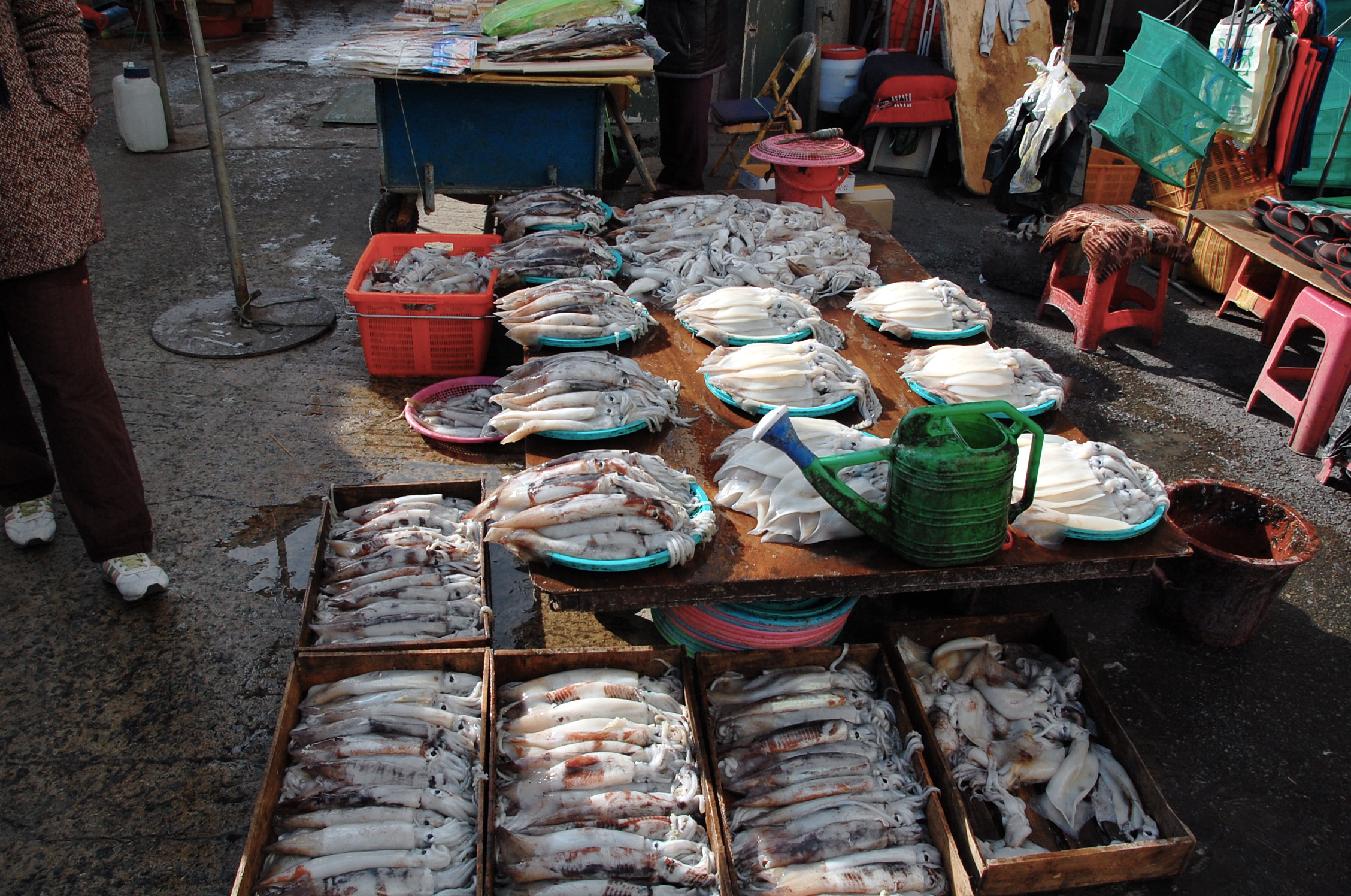
出售的鱼类
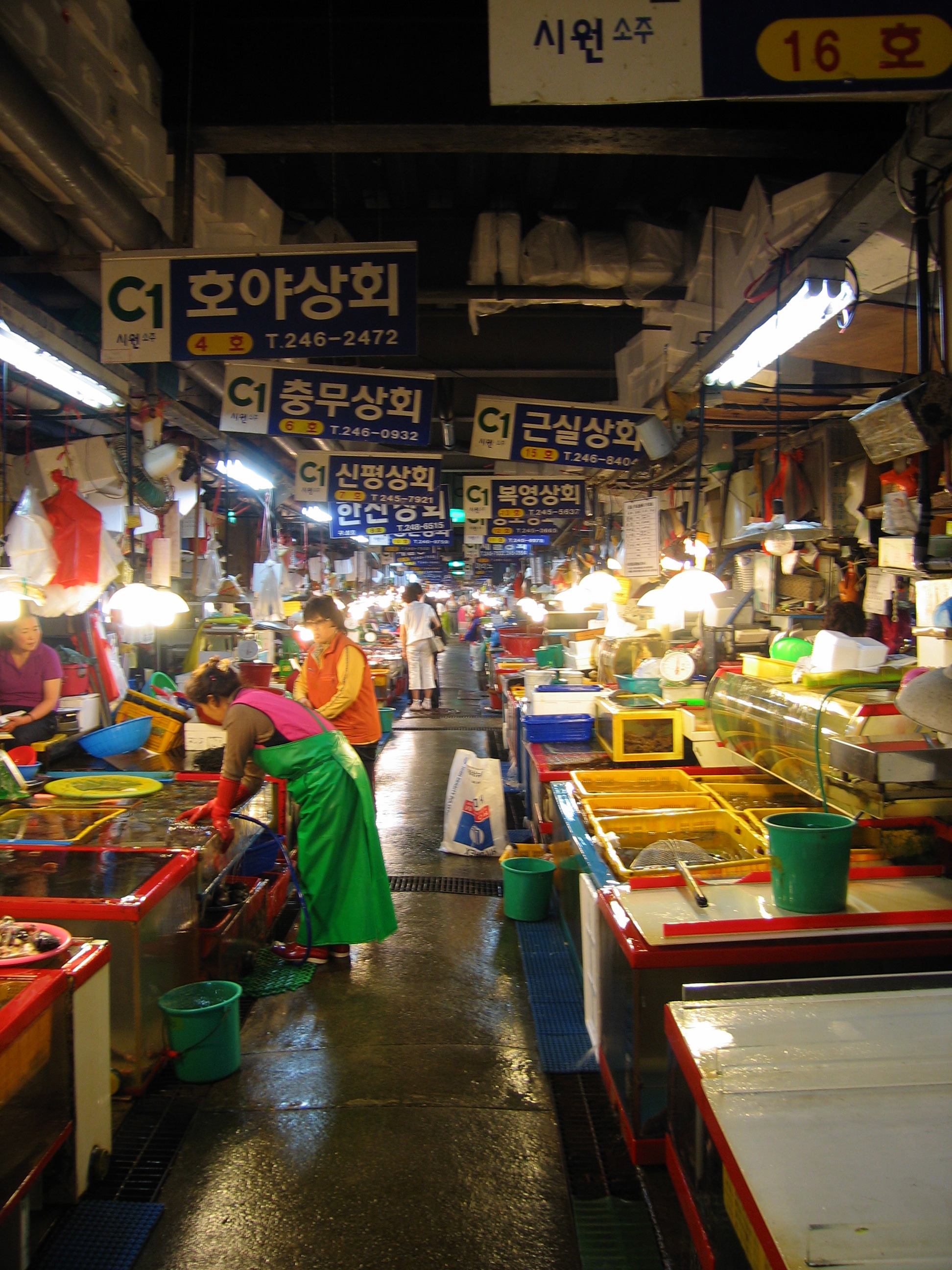
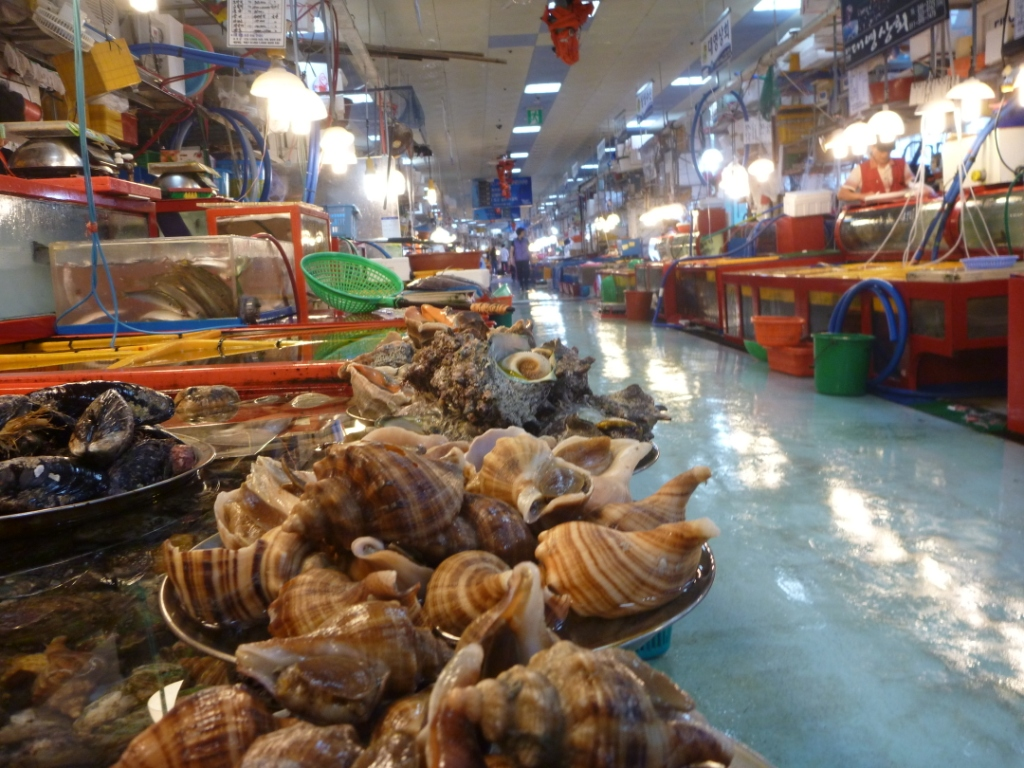
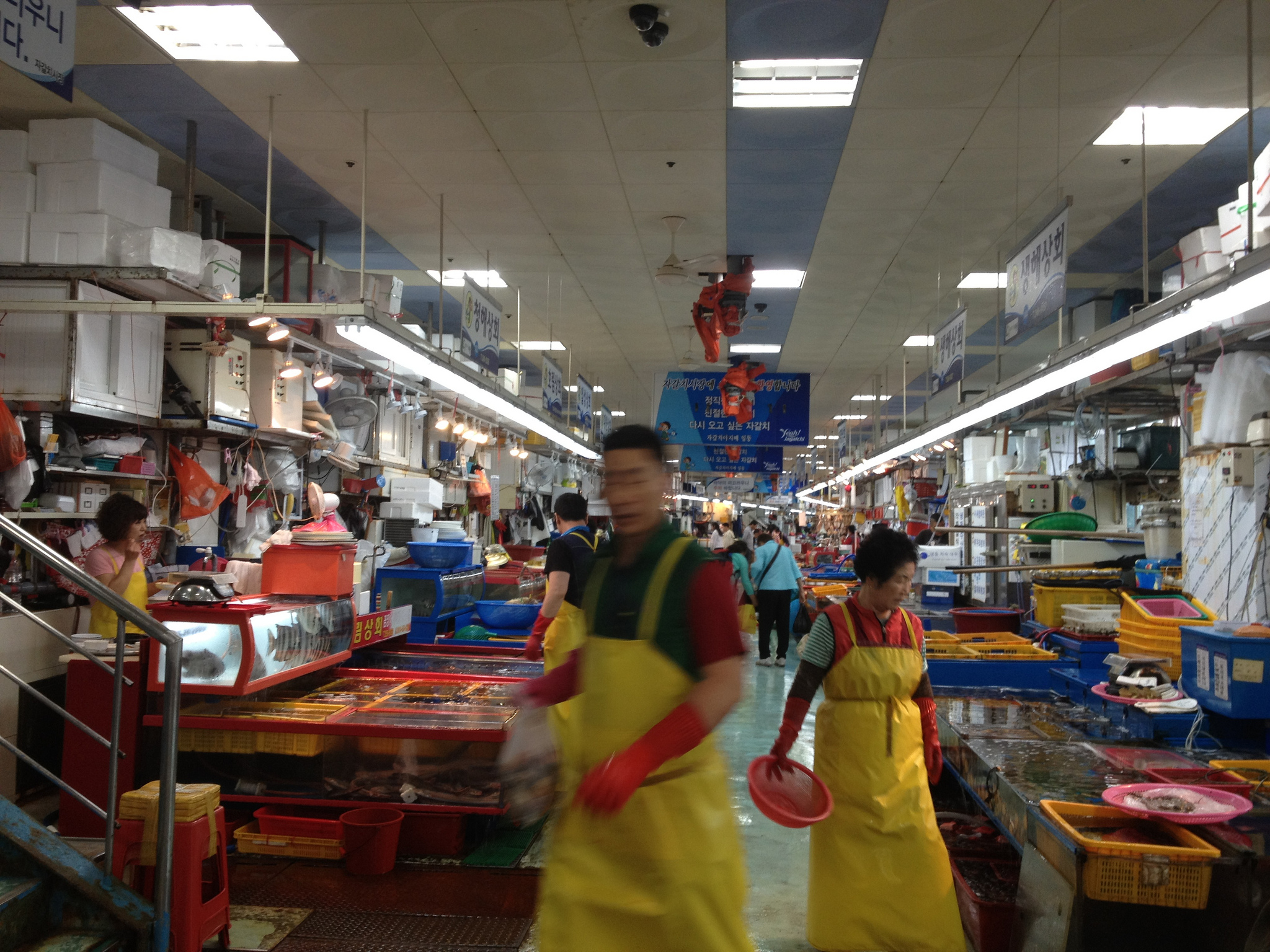
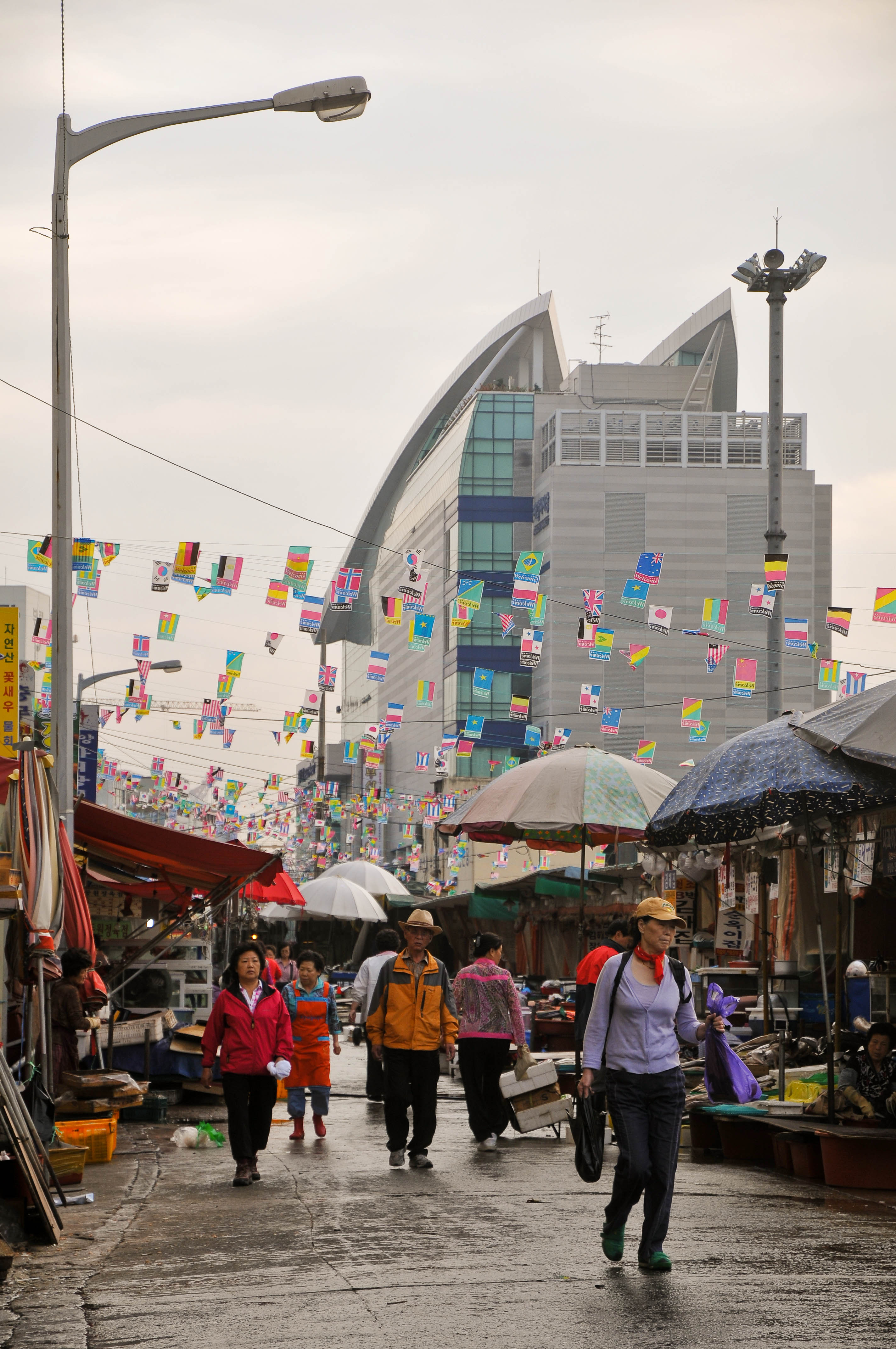
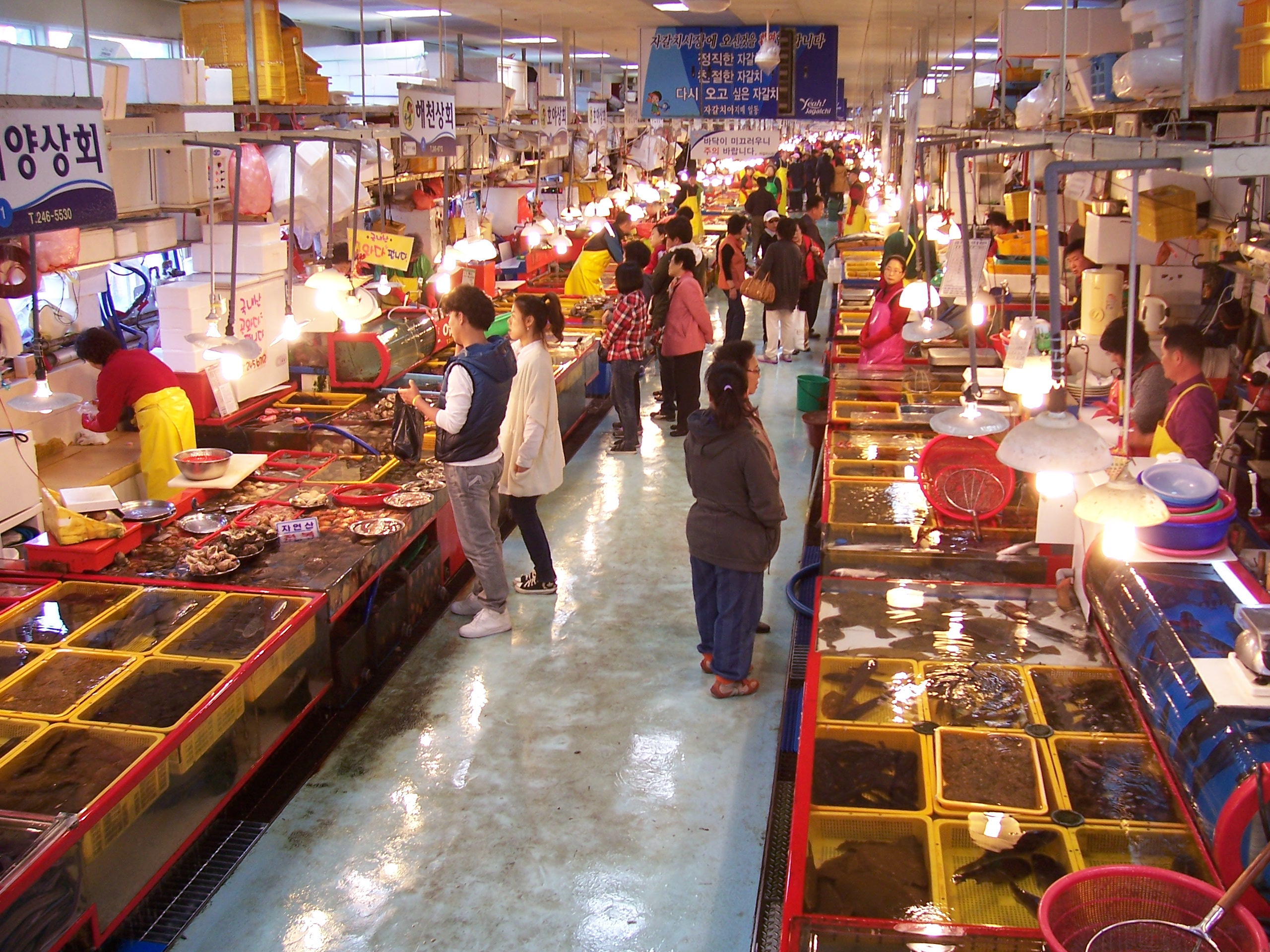